# 桑特
桑特（法語：Saintes，法語發音：[sɛ̃t] ⓘ），法国西部城市，新阿基坦大区濱海夏朗德省的一个市镇，也是该省的一个副省会，下辖桑特区。桑特的市镇面积为45.55平方公里，2022年1月1日时人口数量为25,312，是滨海夏朗德省人口第二多的城市，仅次于省会拉罗谢尔。桑特历史悠久，在羅馬時期就已經是都市，自中世纪至法国大革命期间均为桑通日行省的首府，且1790至1810年间为滨海夏朗德省的省会。桑特现为这一地区的交通枢纽，5个方向的铁路和多条干线公路在此交汇。得益于良好的交通条件，桑特自20世纪中期以来大力发展第三产业，主要的服务部门均在桑特设立分支机构，使桑特成为了这一地区的区域性中心城市。

## 地名来源
“桑特”一名来源于阿基坦高卢时期的，意为“桑托尼人的中心”，与意为圣人的词汇无关。

## 历史

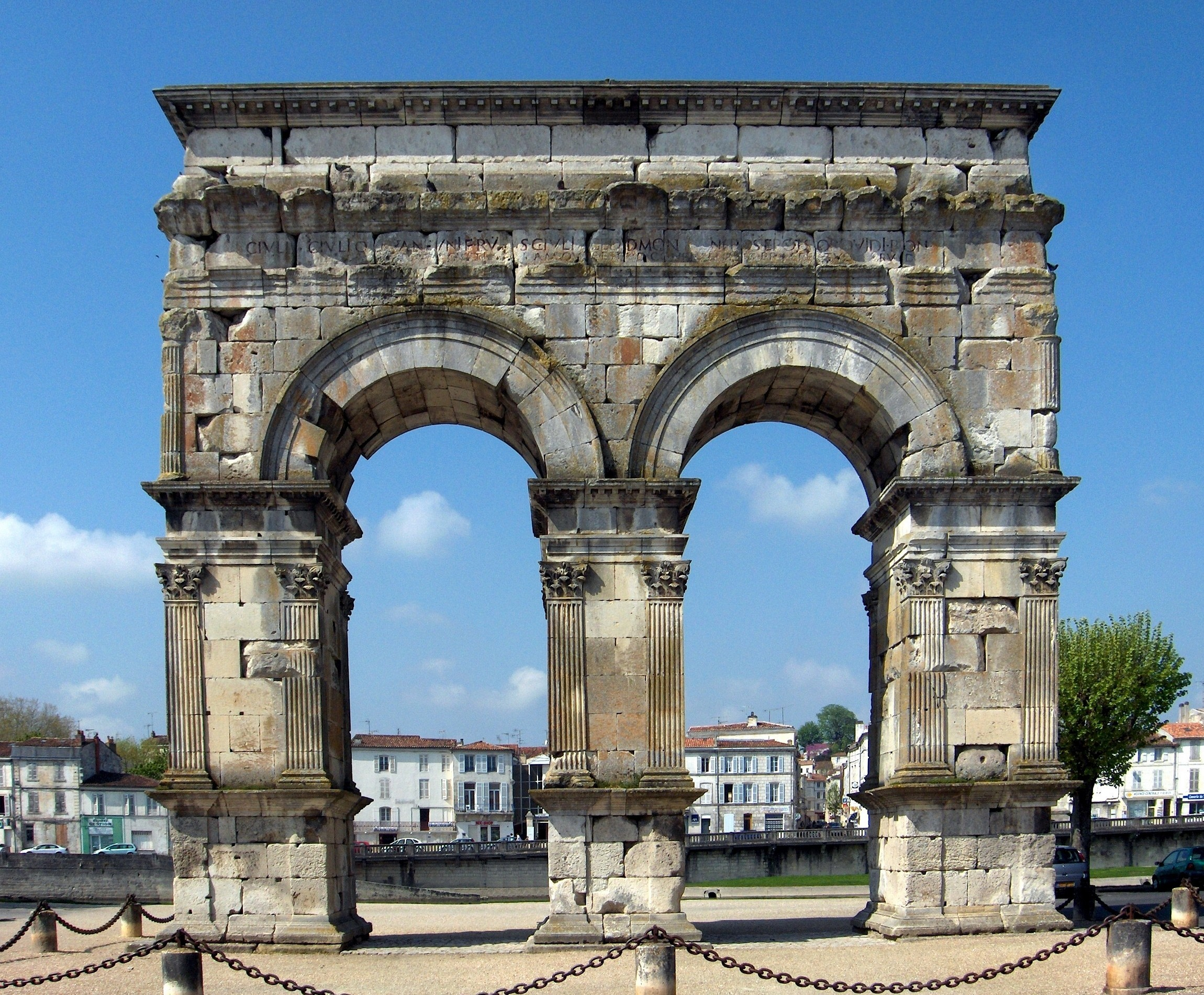
日耳曼门

桑特是法国历史文化名城，早在高卢-罗马时期即已出现人类活动。依靠夏朗德河之便，桑特于公元前一世纪由罗马人建城，被称为诺维奥雷古姆，并成为桑特－里昂罗马大道的西端起点。
中世纪早期，桑特及其所在地区曾长期被西哥特人及维京人入侵。中世纪中期时，桑特成为法国圣雅各伯朝圣之路西线上的一个站点。1360年，《布勒丁尼条约》将桑特所在的吉耶纳地区划分给英格兰，但此后仅十年就被毁约。自中世纪末至法国大革命结束，桑特一直为桑通日行省的首府。
1790至1810年间，桑特为滨海夏朗德省的省会。
1982年，夏朗德河发生特大洪水，造成桑特市区多地发生内涝。
1985年，桑特被列入艺术与历史之城名录。

## 地理
桑特位于法国西部，新阿基坦大区中北部和滨海夏朗德省的中部，距离省会拉罗谢尔和首府波尔多均在100公里左右。与桑特接壤的市镇包括：夏朗德河畔比萨克、沙尼耶、谢尔米尼亚克、埃屈拉、丰库韦尔特、莱贡、尼约勒莱桑特、佩西讷、昂沃港、圣乔治德科托、泰纳克。

### 地形
桑特位于法国西部夏朗德平原上，总体较为平坦。全境海拔在2至81米之间，其中市区内的平均海拔约50米；东北侧略高，平均约70米。

### 地质
桑特附近的地表层形成于晚白垩纪，距今大约8500万年，地质学上将此年代命名为桑托期（法語：Santons），其名称即来源于桑特。而桑特附近地表大部分处于夏朗德河搬运而来的冲积带上。

### 植被
桑特所处地区属于温带阔叶混交林，常见自然植被以落叶乔木、木本植物为主。主要绿地分布在市区周边及夏朗德河两岸。

### 水文
夏朗德河自东南向北呈“L”型流经市区，该河独立入海，不属于法国五大水系之一的任何一个。

### 气候
桑特属于较为典型的温带海洋性气候，夏季温暖，冬季温和，全年降水分布相对均匀。
距离桑特最近的气象站位于干邑，距离桑特以东大约35公里，其自然条件与桑特基本相同。以下为该气象站的数据：
| 干邑                | 干邑        | 干邑         | 干邑         | 干邑        | 干邑        | 干邑         | 干邑         | 干邑         | 干邑        | 干邑        | 干邑        | 干邑        | 干邑          |
| 月份                | 1月         | 2月          | 3月          | 4月         | 5月         | 6月          | 7月          | 8月          | 9月         | 10月        | 11月        | 12月        | 全年          |
| ------------------- | ----------- | ------------ | ------------ | ----------- | ----------- | ------------ | ------------ | ------------ | ----------- | ----------- | ----------- | ----------- | ------------- |
| 历史最高温 °C（°F） | 18.4 (65.1) | 24.4 (75.9)  | 26.2 (79.2)  | 31 (88)     | 34 (93)     | 38.2 (100.8) | 40.1 (104.2) | 39.6 (103.3) | 36.4 (97.5) | 30.6 (87.1) | 24.7 (76.5) | 20.5 (68.9) | 40.1 (104.2)  |
| 平均高温 °C（°F）   | 9.4 (48.9)  | 11 (52)      | 14.4 (57.9)  | 16.9 (62.4) | 20.8 (69.4) | 24.3 (75.7)  | 26.8 (80.2)  | 26.7 (80.1)  | 23.5 (74.3) | 18.9 (66.0) | 13 (55)     | 9.8 (49.6)  | 18 (64)       |
| 平均低温 °C（°F）   | 2.8 (37.0)  | 2.8 (37.0)   | 4.9 (40.8)   | 6.9 (44.4)  | 10.6 (51.1) | 13.6 (56.5)  | 15.3 (59.5)  | 15 (59)      | 12.3 (54.1) | 9.8 (49.6)  | 5.5 (41.9)  | 3.3 (37.9)  | 8.6 (47.5)    |
| 历史最低温 °C（°F） | −17.5 (0.5) | −19.4 (−2.9) | −10.2 (13.6) | −2.9 (26.8) | −0.2 (31.6) | 3 (37)       | 6.4 (43.5)   | 5.5 (41.9)   | 2.2 (36.0)  | −3.8 (25.2) | −8.4 (16.9) | −14.5 (5.9) | −19.4 (−2.9)  |
| 平均降水量 mm（）   | 71.9 (2.83) | 52 (2.0)     | 57.7 (2.27)  | 71 (2.8)    | 65.1 (2.56) | 52.8 (2.08)  | 48.2 (1.90)  | 47.3 (1.86)  | 59.8 (2.35) | 81.2 (3.20) | 86.3 (3.40) | 84.3 (3.32) | 777.1 (30.59) |
| 月均日照時數        | 83          | 111.9        | 162.4        | 180.5       | 215.9       | 238.4        | 249.9        | 244.8        | 199.2       | 137.3       | 91.2        | 81.4        | 1,995.9       |
| 来源：meteofrance   |             |              |              |             |             |              |              |              |             |             |             |             |               |

## 行政区划
桑特是法国新阿基坦大区滨海夏朗德省的一个市镇，编号为17415，它也是该省的一个副省会，下辖桑特区，管理桑特县，同时也是桑特城市圈公共社区的办公驻地。
法国国家统计与经济研究所（INSEE）在进行数据统计时，将桑特细分为了12个"块区"（IRIS）。

## 政治

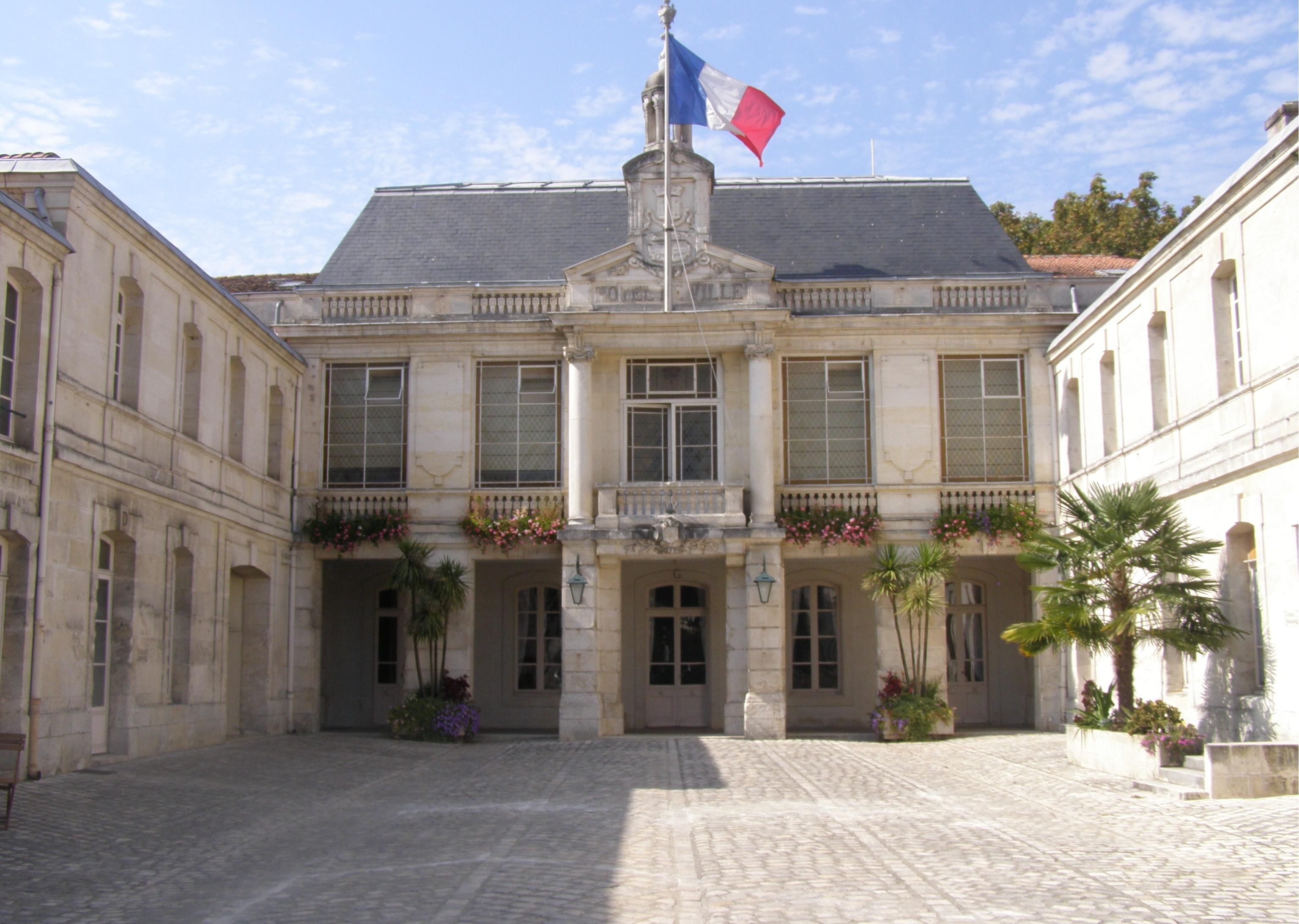
桑特市政厅

现任桑特市长为布吕诺·德拉普龙先生（Bruno Drapron），是一名中间无党派人士，在2020年的市政选举中获得31.75%的支持率。
| 二战后桑特历届市长 |                   |                      |
| 任期               | 市长              | 党派                 |
| 1947年－1971年     | 安德烈·莫代       | SFIO工人国际法国支部 |
| 1971年－1977年     | 保罗·若斯         | DVD右翼无党派人士    |
| 1977年－2001年     | 米歇尔·巴龙       | PS社会党             |
| 2001年－2008年     | 贝尔纳代特·施密特 | DVD右翼无党派人士    |
| 2008年－2014年     | 让·鲁热           | PS社会党             |
| 2014年－           | 让-菲利普·马雄    | DVD右翼无党派人士    |
| 2014年－           | 布吕诺·德拉普龙   | DVC混杂中间派        |

## 交通

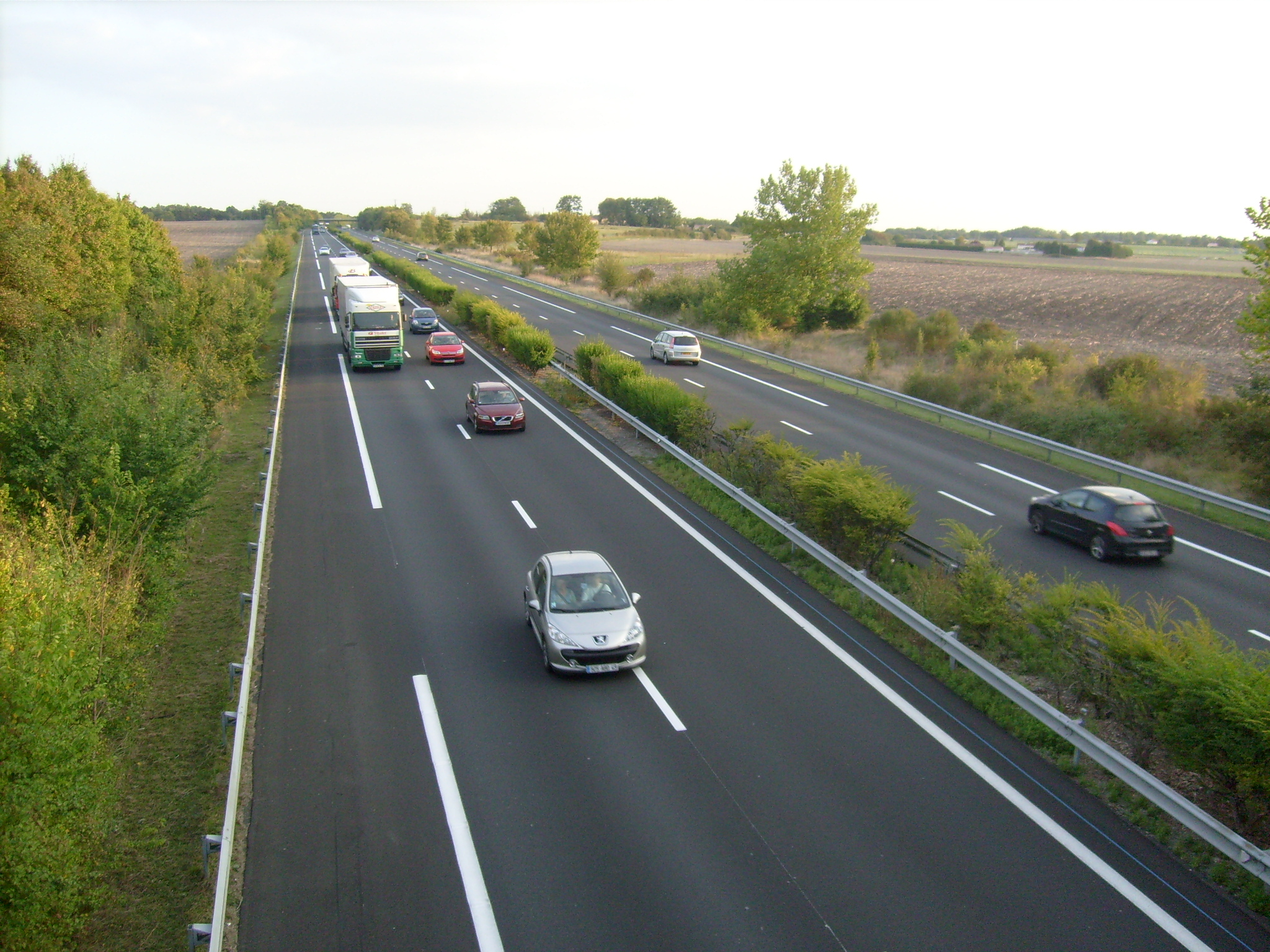
A10高速公路桑特段

### 公路
法国国家A10号高速公路（巴黎—波尔多）经过桑特市区西部，并设有35号出入口。法国国道N141线和N150线经过市区南部，并构成了桑特市区东西走向的快速过境通道。此外，滨海夏朗德省省道D24线、D114线、D125线、D128线、D131线、D137线、D150线、D237线和D728线也经过桑特境内，其中D24线在桑特市区内为城市主干道，被命名为“桑特大街”（Avenue de Saintonge）。
由新阿基坦大区管理的滨海夏朗德省城际客运开行连接桑特和圣让当热利、鲁瓦扬及罗什福尔的长途客运巴士，除劳动节外全年开行。
一些连接巴黎和西班牙的长途巴士也停靠桑特。
2018年，69.7%的桑特居民拥有至少1辆私人汽车。

### 铁路

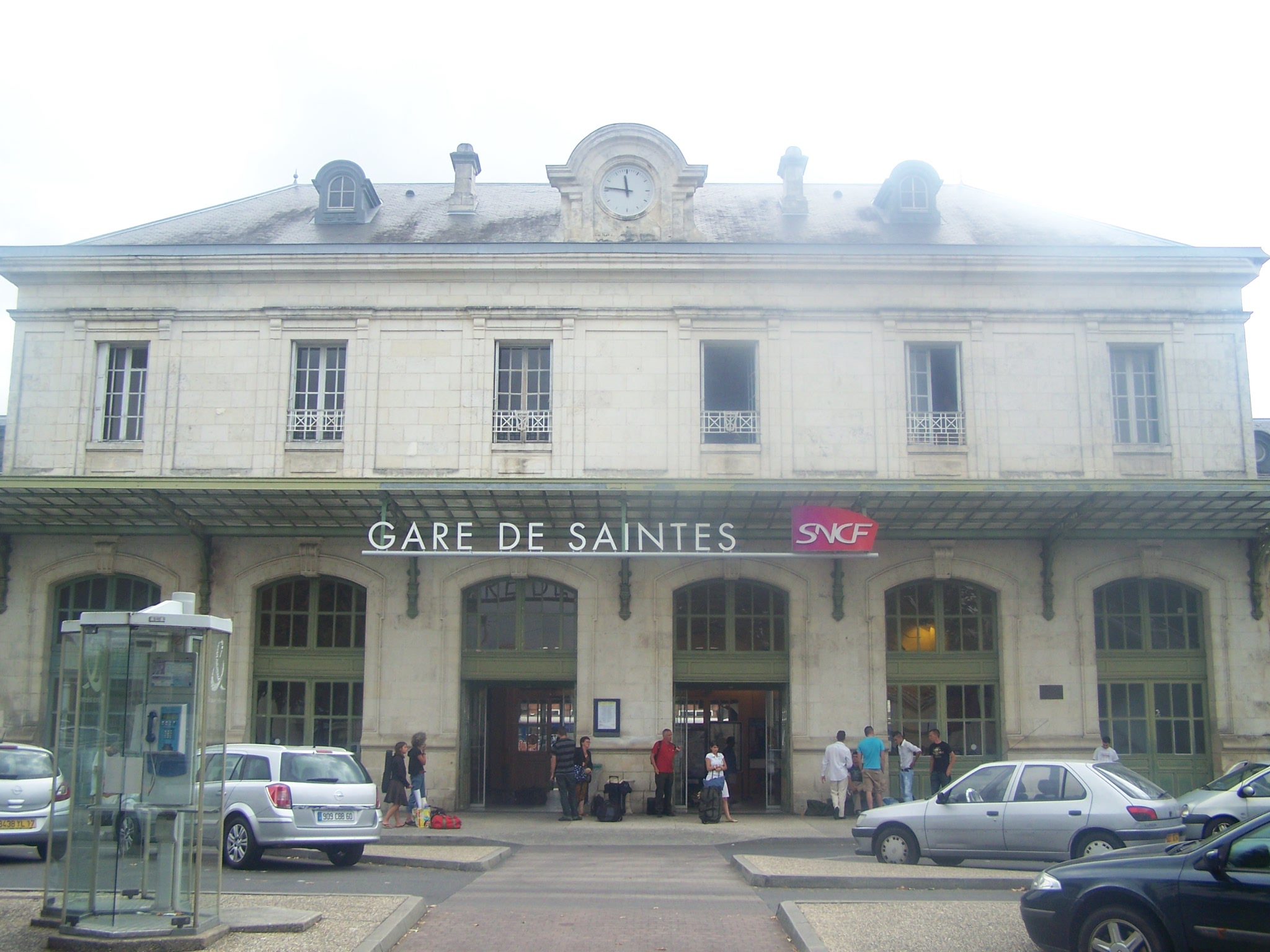
桑特火车站

桑特火车站是这一地区的重要铁路枢纽，每天开行前往波尔多、南特、拉罗谢尔、昂古莱姆、尼奥尔、鲁瓦扬及永河畔拉罗什的列车。2014年以前，圣特站每年夏季还开行直达巴黎的城际列车，现已停运，乘客需前往昂古莱姆中转前往巴黎。

### 航空
桑特市区南部设有一条跑道，供法国空军科技学校使用，不对公众开放。距离桑特最近的民用航空机场为拉罗谢尔雷岛机场，大约位于桑特市区以北80公里，该机场开行前往里昂、日内瓦等地的固定航线。

### 水运
夏朗德河桑特段及下游均可以通航，但现无商业航线。

### 城市公共交通
桑特城市公共交通成立于1991年，现开行3条市区常规巴士线路，覆盖市区内主要街区，同时开始定制公交，可连接周边市镇。

## 人口
2017年，桑特的市镇范围内的合法人口数量为25,470，其中男性11,208人，女性14,080人，75岁及以上人口数量占比为13%，外籍人口505人，总人口数量在在全法国排名第347位。人口密度为555人/平方公里。2016年，永河畔拉罗什的出生人口数量为224人，死亡人口数量为335人。
当地居民被称为（男性）或（女性）。
| 年份   | 1936   | 1946   | 1954   | 1962   | 1968   | 1975   | 1982   | 1990   | 1999   | 2006   | 2011   | 2016   | 2017   |
| ------ | ------ | ------ | ------ | ------ | ------ | ------ | ------ | ------ | ------ | ------ | ------ | ------ | ------ |
| 人口數 | 21,160 | 23,441 | 23,768 | 25,717 | 26,507 | 26,891 | 25,471 | 25,874 | 25,595 | 26,531 | 25,586 | 25,355 | 25,470 |

## 经济

### 财政
2017年，桑特的财政支出总额为3250万欧元，财政收入总额为3545.1万欧元，债务总额为2659.3万欧元。

### 收入
2014年，桑特的人均月纯收入为2219欧元，其中高级职员为4052欧元，低于法国平均水平（4141欧元）；普通工人为1824欧元，高于法国平均水平（1637欧元）。
2015年，桑特的青壮年人口（15-64岁）失业率为18.6%。总人口中有40.8%拥有纳税资格。

## 社会事务

### 教育

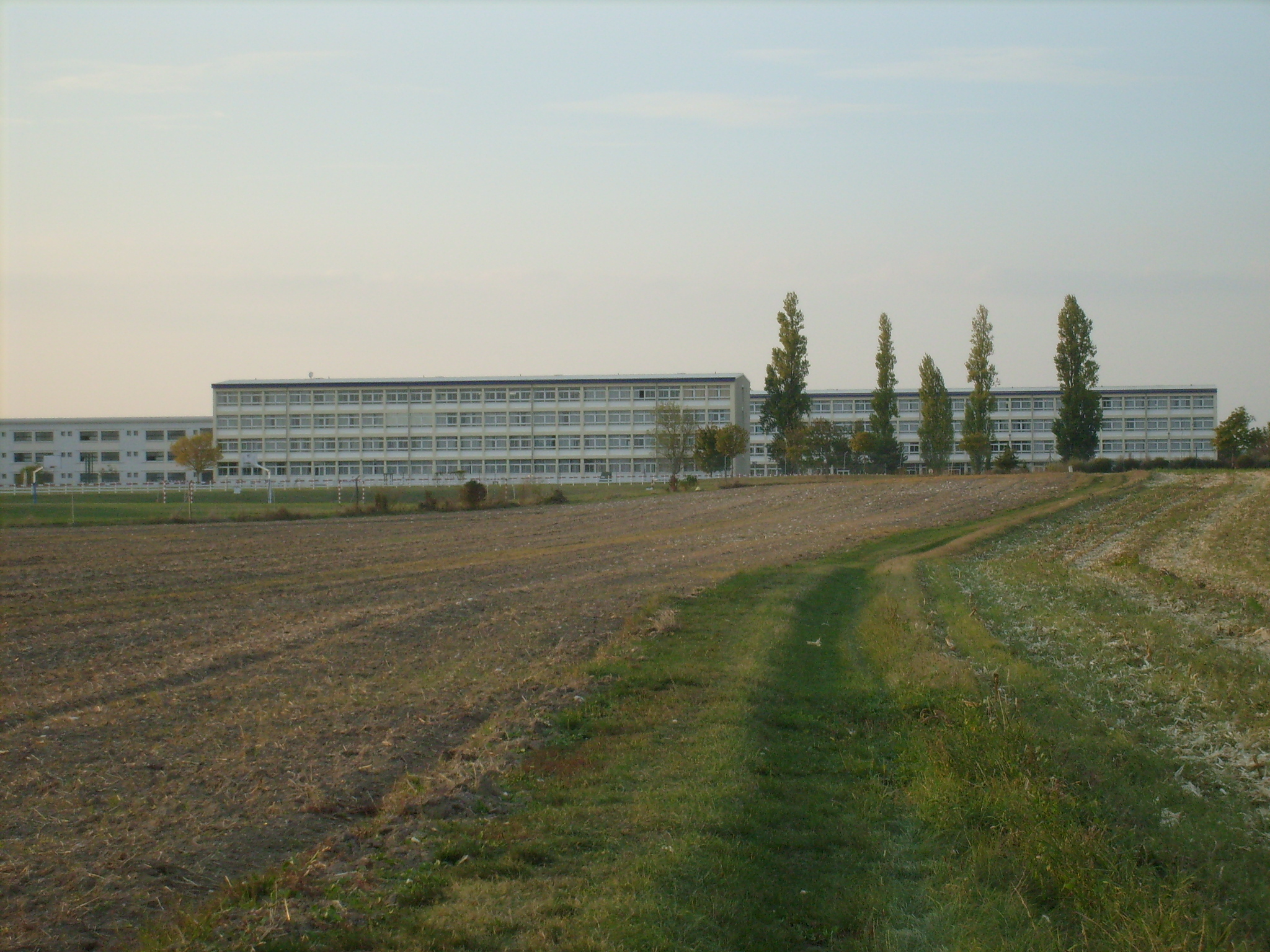
空军学校主教学楼

桑特隶属于普瓦捷学区。截止2017年底，桑特境内共有9所幼儿园、8所小学、2所完全学校、4所初级中学和6所高级中学。此外，空军科技学校是隶属于法国空军的一所高等军事院校，校址亦位于桑特境内。

### 医疗
截止2018年1月1日，桑特境内共有全科医生45名，保健师38名，牙医30名，护士37名，耳科医生2名，眼科医生4名，皮肤科医生2名，助产士4名，儿科医生3名和妇科医生2名。市区内共有药房15家。
桑通日中心医院是桑特境内最大的公立综合性医院。

### 住房
2015年，桑特境内共有各类住房15389套，比上一年增加了156套。其中87,4%为常住房屋，有10%为假期房屋。

### 商业
2015年，桑特境内共有各类商业铺面1931家，其中餐饮服务类商业铺面816家，主要分布在桑特市中心。此外，市区西部和圣乔治代科托交界的地方有大型购物中心（法語：Grande surface）。

## 体育

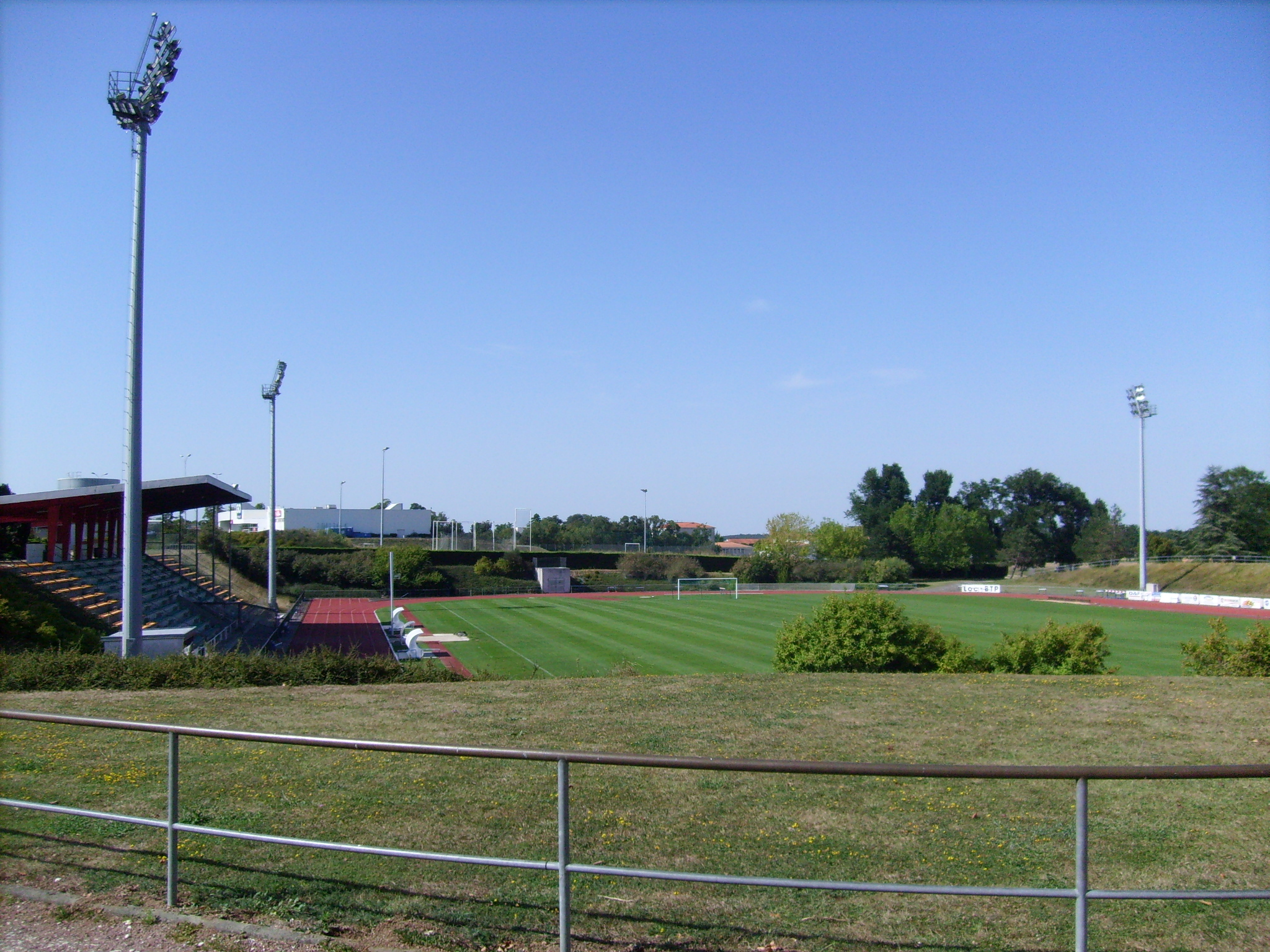
伊翁骑士体育场

### 场馆
截止2019年初，桑特境内共有4处游泳池，10个健身房，3个体育场，1个跑马场，25个网球场，8个足球或橄榄球场和12个篮球场

### 俱乐部
桑特前进体育足球俱乐部是当地的一支地方性足球俱乐部，2018年起参加新阿基坦大区足球联赛。
桑特手球体育联盟是当地的一支手球俱乐部，2018年参加法国丙级男子手球联赛。

## 文化
桑特节是一个国际音乐活动，每年七月中旬在桑特举办。

## 旅游

### 城市规划

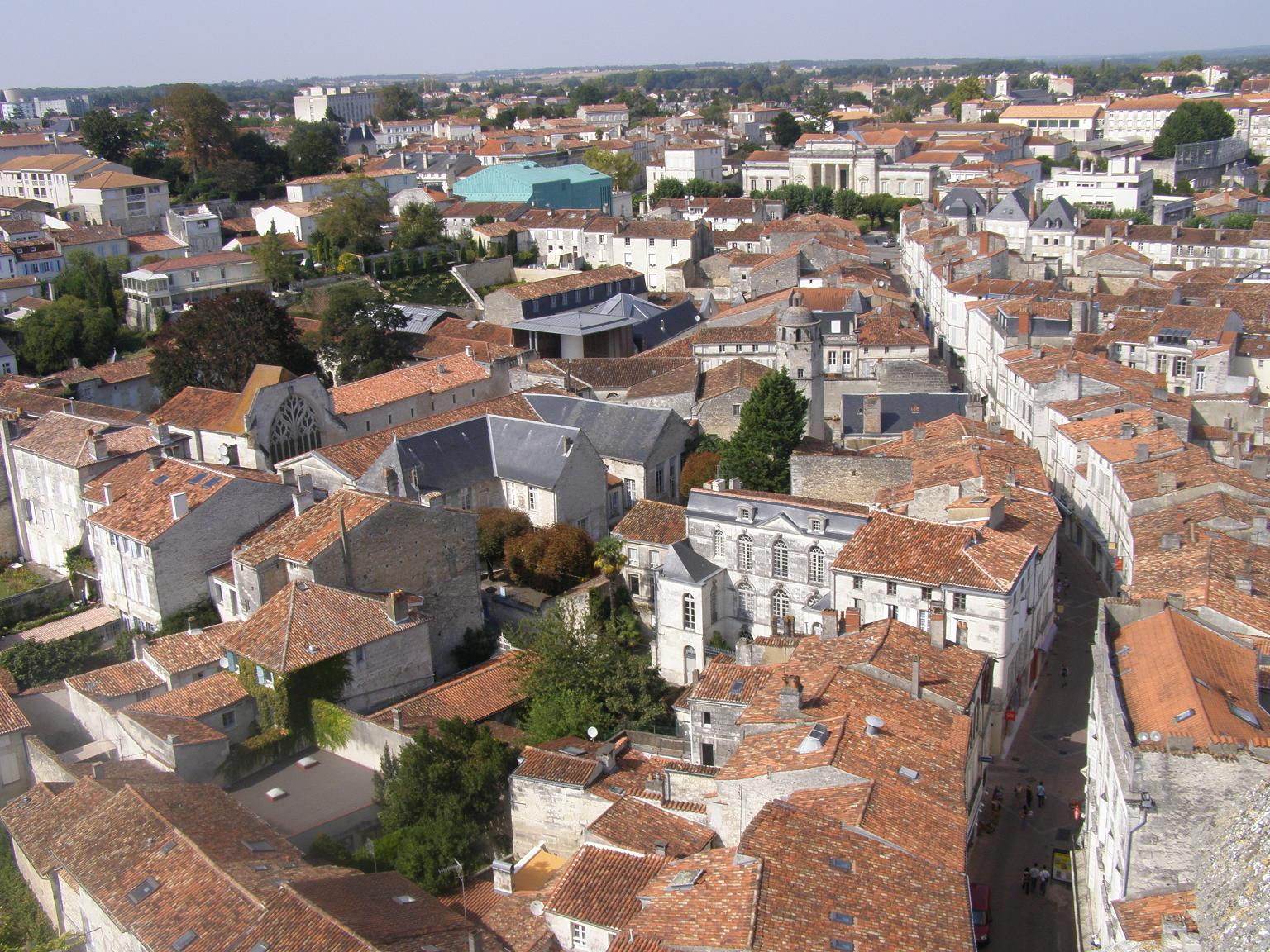
桑特圣皮埃尔街区

桑特市区大致呈东西走向，并被夏朗德河划分为左右两岸。

### 设施
截止2018年1月1日，桑特境内设有1处旅游接待中心（Office de Tourisme）和18家宾馆共计663间房间，此外还有1个露天野营地。

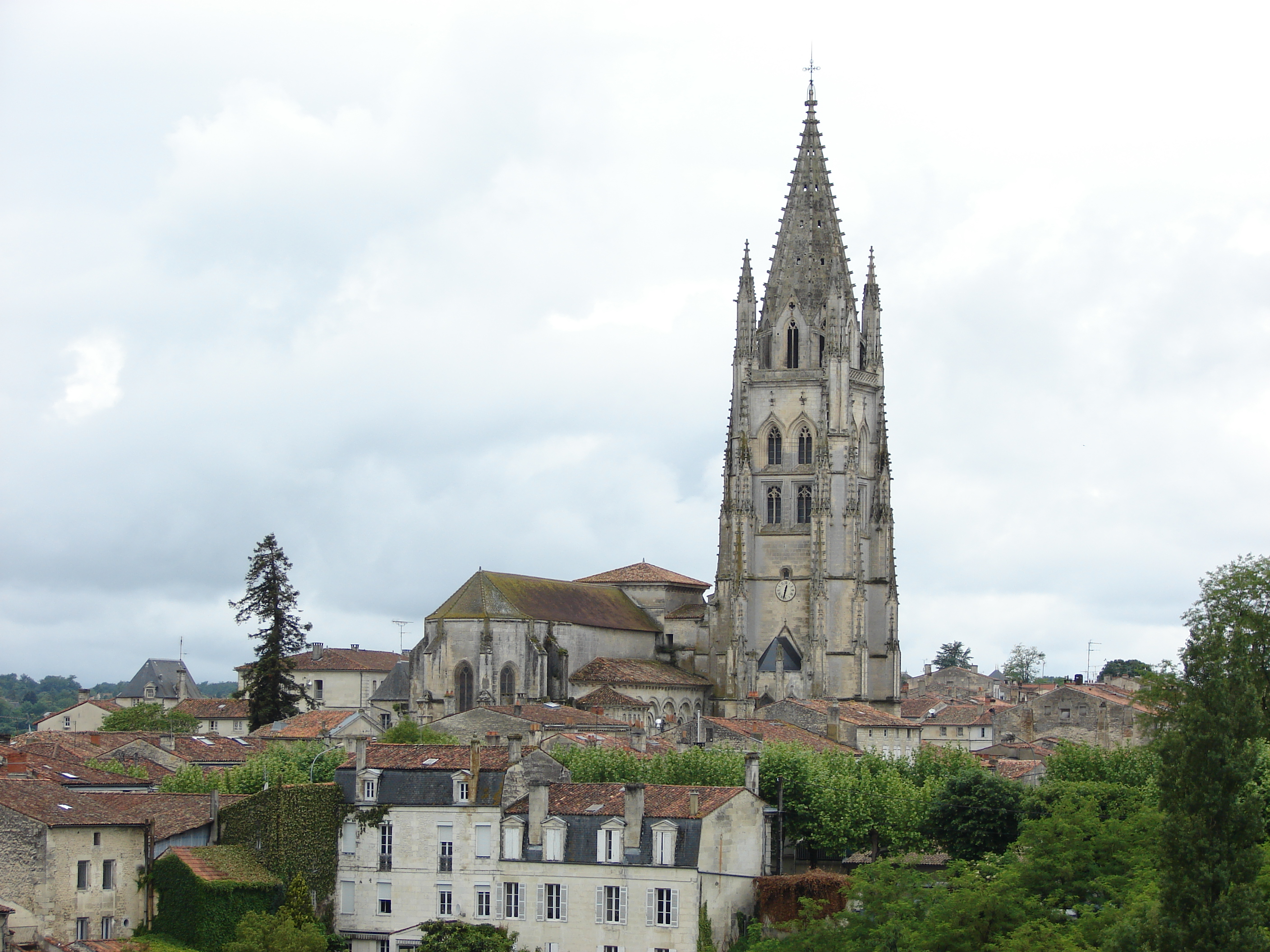
圣厄特罗夫天主大教堂

### 景点
桑特境内的主要旅游景点以人文类历史建筑为主，其中最古老的遗迹为桑特圆形剧场是桑特市区内最古老的历史遗迹之一，在桑特市民当中又被称为“桑特斗兽场”，建于高卢-罗马时期，后被烧毁；同一时期的建筑还有位于夏朗德河右岸的日耳曼门，是古桑特城的东侧正门，由提贝里乌斯及其子主持修建，1905年列入法国文物保护单位。而中世纪时期的建筑则以被认为是桑特的标志性建筑的桑特圣厄特罗夫天主大教堂（[Basilique Saint-Eutrope de Saintes] 错误：{{Lang}}：无效参数：|3=（帮助））的主，该大教堂作为法国圣雅各伯朝圣之路上的一站而于1998年和另外77个遗址一同被列入世界文化遗产保护名录，此外还有圣皮埃尔教堂（Chathédrale Saint-Pierre）、桑特修女院等。桑特境内还有多家博物馆，其中衙门博物馆位于桑特市中心，历史上曾为地方官府，现为工艺美术博物馆；桑特建筑博物馆是桑特的一处公共文化建筑，主要展示桑特地区出土的高卢-罗马时期的各类文物。最后，位于夏朗德河畔的费尔南·沙萨尔公共花园，其名称来源于1919至1939年间的桑特市长费尔南·沙萨尔先生，现为桑特市区内面积最大的城市绿地。

## 友好城市
| - 比利时尼韦尔 - 通布图 - 俄羅斯弗拉基米尔 | - 英格兰索尔兹伯里 - 西班牙库埃瓦斯德拉尔曼索拉 - 德国克桑滕 |

## 图集

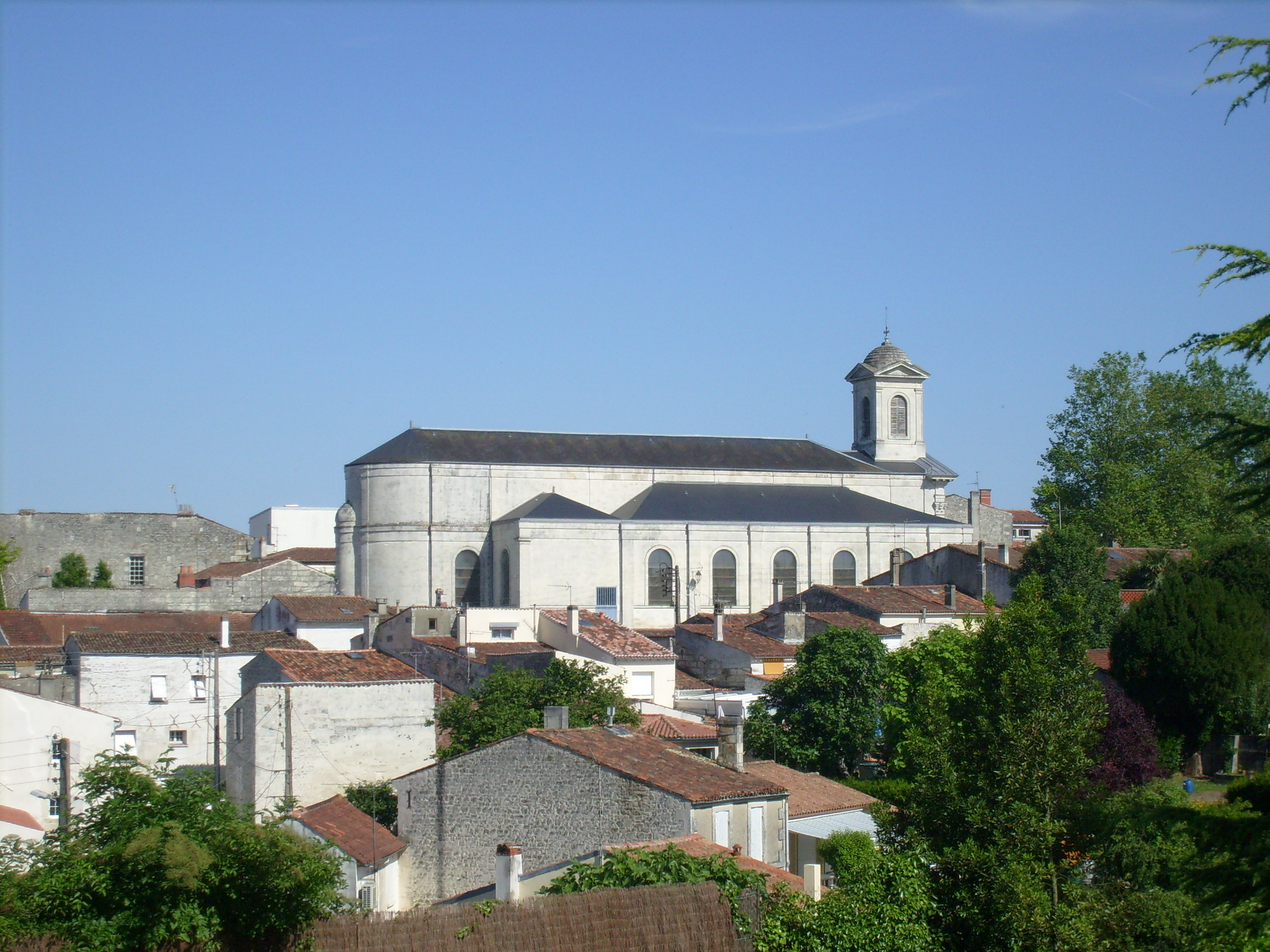
圣维维安教堂
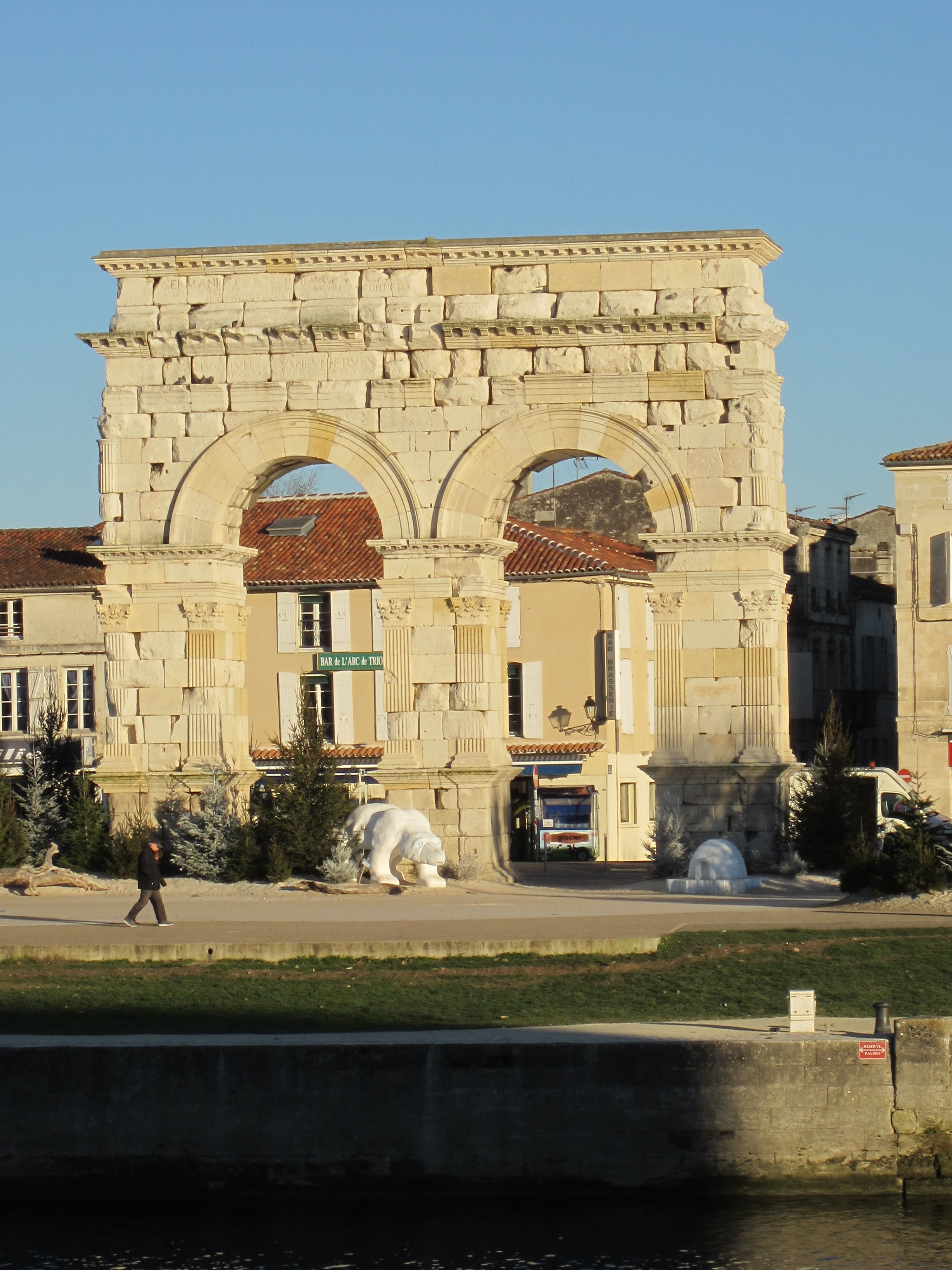
圣日耳曼门
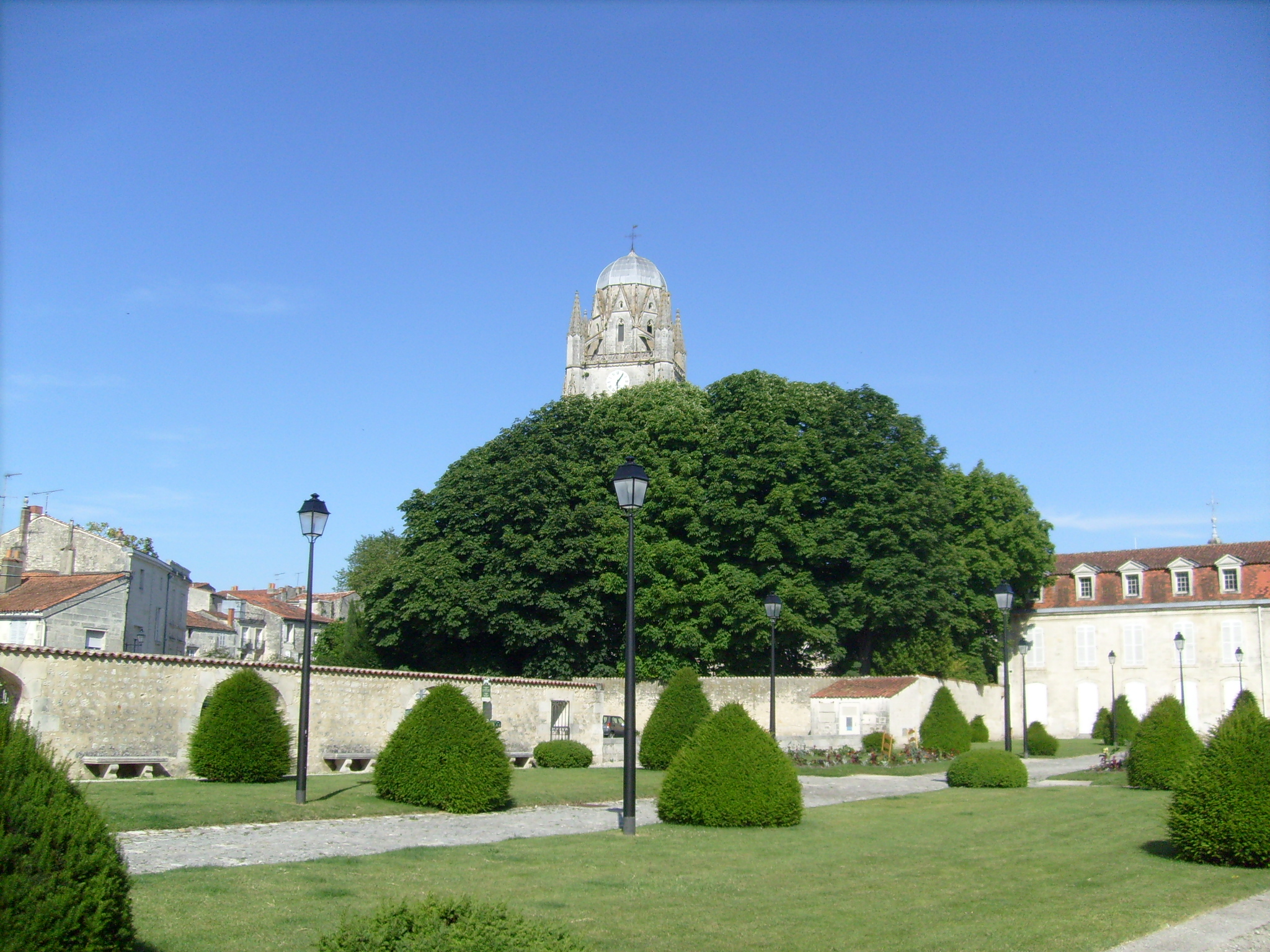
莫代花园
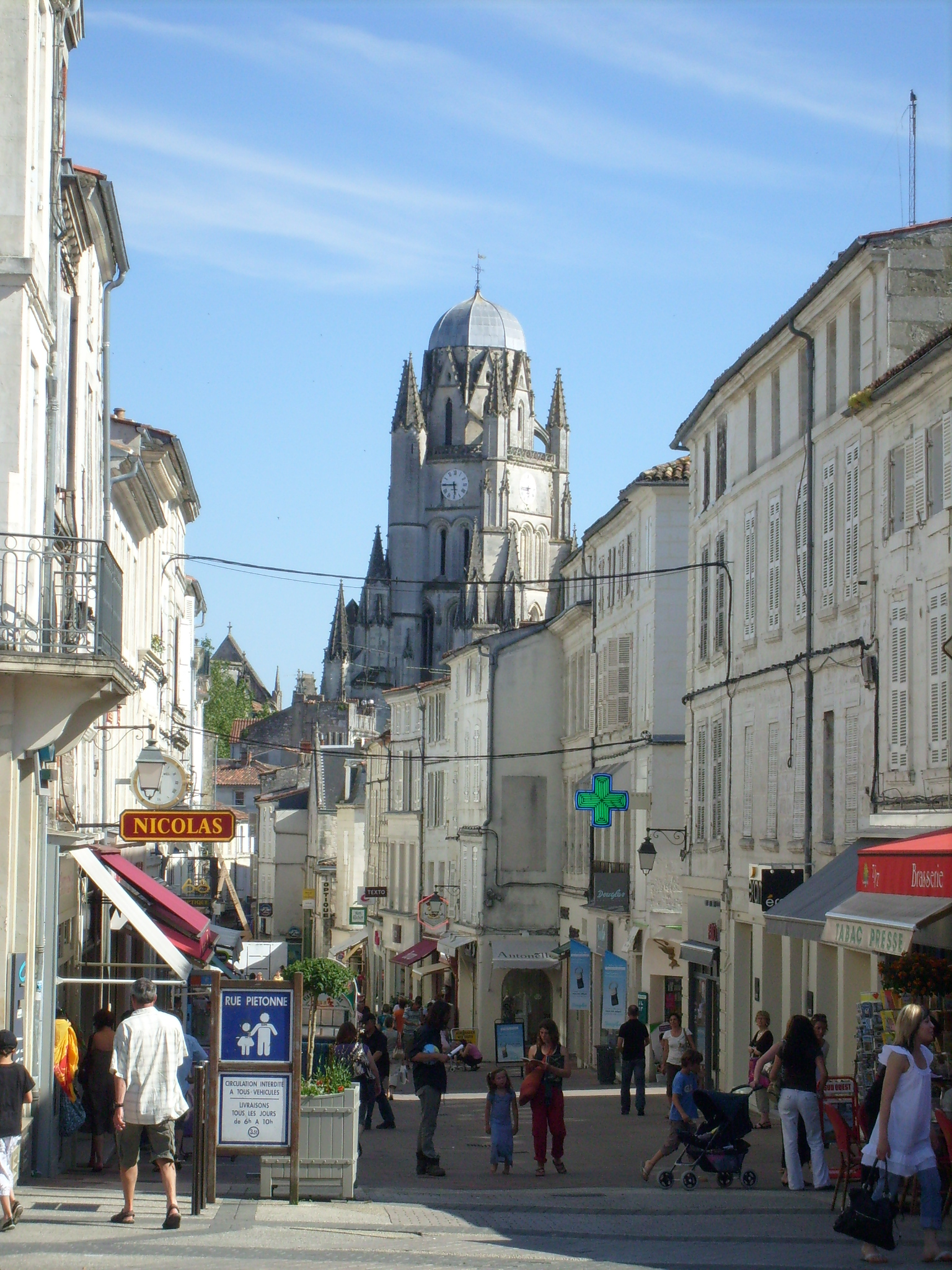
街景
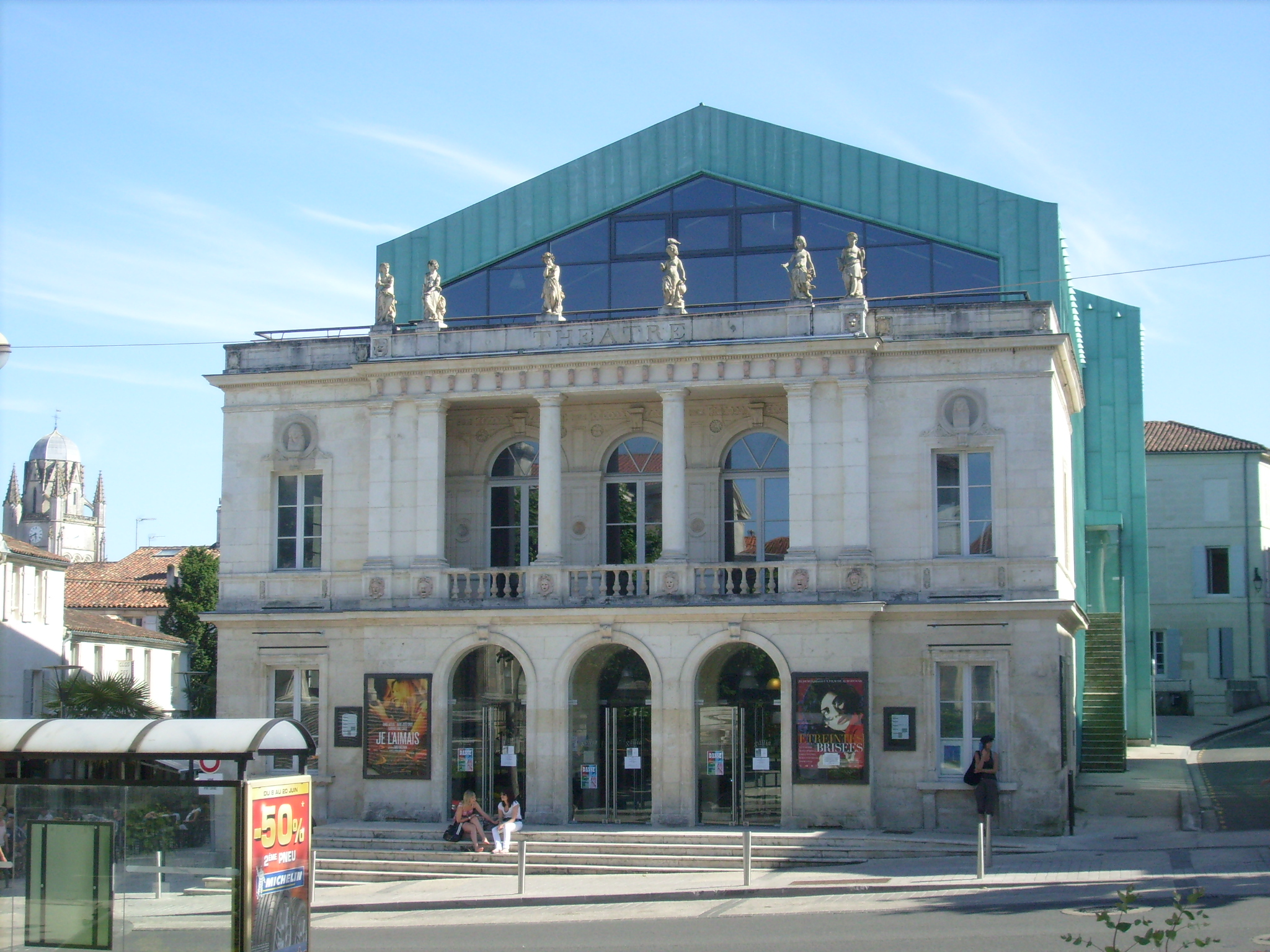
加利亚剧场

## 外部連結
- 桑特城市建设史（法文）
- 桑特城市官方网站 （页面存档备份，存于）（法文）
- 桑特旅游局档案（法文）